# Arina Rodiónovna
Arina Rodiónovna (del ruso: Арина Родионовна) (San Petersburgo, 10 de abril de 1758-San Petersburgo, 31 de julio de 1828) fue una sierva perteneciente a la familia de Abram Gannibal, niñera de Aleksandr Pushkin y cuidadora de su hermana mayor Olga Pushkina. Durante toda su vida, Pushkin tuvo una actitud de ternura y amor hacia ella, que demostró en diversos poemas y cartas en los que hacía alusión a su niñera.

## Biografía

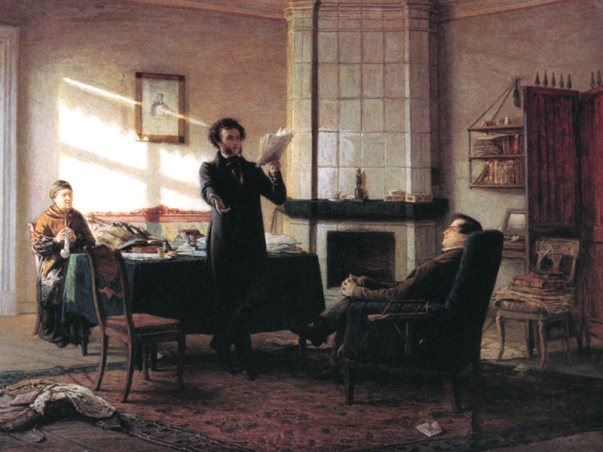
Pintura de Nikolái Gay, А. S. Pushkin en el pueblo de Mijáilovskoye.

Nació en el distrito de Koporski (Gobierno de San Petersburgo). Su madre, Lukeria Kirillova, y su padre Rodion Iakovlev (1728-1768) eran siervos y tuvieron siete hijos. Arina era su nombre familiar, mientras que su nombre oficial era Irina o Irinia.
Algunos autores han sugerido la hipótesis de que Arina Rodionovna era originaria de izoriano o fino-bálticos Según otros, tendría orígenes bielorrusos. De niña fue registrada como sierva de un teniente del Regimiento Semionovski, el conde Fedor Apraskine (1733-1789).
En 1759, Abram Gannibal, bisabuelo materno de Pushkin, compró al conde Fiodor Apraksin un dominio con los siervos incluidos. En 1781, Arina se casó con el granjero Fiodor Matveyev (1756-1801), y obtuvo autorización para instalarse con su marido en Orbino, cerca de Gátchina. Después de su matrimonio, se convirtió en sierva del abuelo del poeta, Ossip Abramovich Ganibal. Luego fue niñera de Nadezhda Osipovna Pushkina y posteriormente de los hijos de esta, Olga, Aleksandr y Lev.
En 1792, la abuela de Pushkin, Maria Alekseyevna Ganibal, la toma como niñera para cuidar de sus hijos de su sobrino Alekséi, hijo de su hermano Mijaíl. En 1795, Maria Alekseyevna le ofrece una isba privada en Kobrino para agradecerle por sus servicios. Tras el nacimiento en 1797 de la hermana mayor de Pushkin, Olga, ella entra en la familia de Pushkin.
En 1807, la familia Ganibal revende la propiedad y los siervos de Gátchina al Gobierno de San Petersburgo y se instala en el gobierno de Pskov, en el distrito de Opochetski, en Mijailovskoye. Arina está unida al propietario, pero no a la propiedad, y por eso ella queda excluida de la venta, por lo que se marcha junto a sus dueños al Gobierno de Pskov. En 1824—1826, durante el final del exilio del poeta, ella vivió en Mijailovskoye. Pushkin, pero también otros poetas como Nikolái Yazykov, han escrito versos para esta sierva entonces ya vieja. Entre sus cartas a Pushkin, ella envía también saludos a los amigos del poeta.
En 1818, después de la muerte de la abuela María Alekseyevna Ganibal, la familia Pushkin vive en San Petersburgo, pero durante los veranos se traslada al campo de Mijailovskoye. Arina Rodionovna compartió entre 1824 y 1826 una relación especial con el poeta en la finca de la familia en la que vive en el exilio. Pushkin escuchó sus historias, escribió las letras de las canciones populares que ella conocía. El poeta se inspira en ella para el personaje de Tatiana en su obra Eugenio Oneguin. También sirve como un modelo para Ksenia en Boris Godunov y para la princesa en Rusalka.
Pushkin se reencuentra por última vez con Arina el 14 de septiembre de 1827. Diez meses más tarde, el 31 de julio de 1828, Arina muere a los 70 años tras una breve enfermedad, en la casa de Olga, hermana mayor del poeta, en San Petersburgo. Está enterrada en el cementerio Smolensk, en San Petersburgo. Su tumba ha desaparecido, pero fue colocada una placa.

## Poema
A mi niñera
por A.S. Pushkin

Amiga durante mis días duros,

¡Mi paloma decrépita!

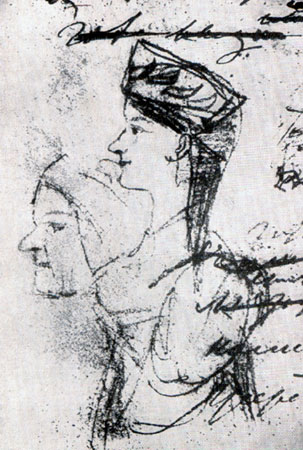
Dibujo de Pushkin, su niñera, joven y anciana (1828).

sola y adentrada en un bosque de pinos

por mucho, mucho tiempo me esperas

Estás bajo la ventana de tu propia luz

te afliges, como si fuera culpa del reloj

y persisten en cada minuto las agujas de tejer

en tus manos arrugadas

Miras los portones olvidados

en el largo camino negro;

tristezas, presentimientos, preocupaciones

tu pecho apretado en todo momento.

Así te lo imaginas

(Incompleto, 1826, publicado por primera vez en 1855)

## Rodionovna, Arina Matveyeva
Después de la publicación, en 1940, de los archivos sobre Arina Rodionovna, algunos autores le atribuyen el nombre de Rodionovna, Arina Matveyeva o Rodionovna, Arina Yakovleva, añadiendo así un patronímico. Antes de la Revolución de Octubre los sufijos -ovich -evich, -ovna, -evna no les eran dados a los siervos en los documentos oficiales. Sin embargo, la controversia continúa existiendo dada la importancia que se da en Rusia a la personalidad del poeta Pushkin y todo lo que de alguna manera tiene una conexión con él.

## Homenajes a Arina Rodionovna

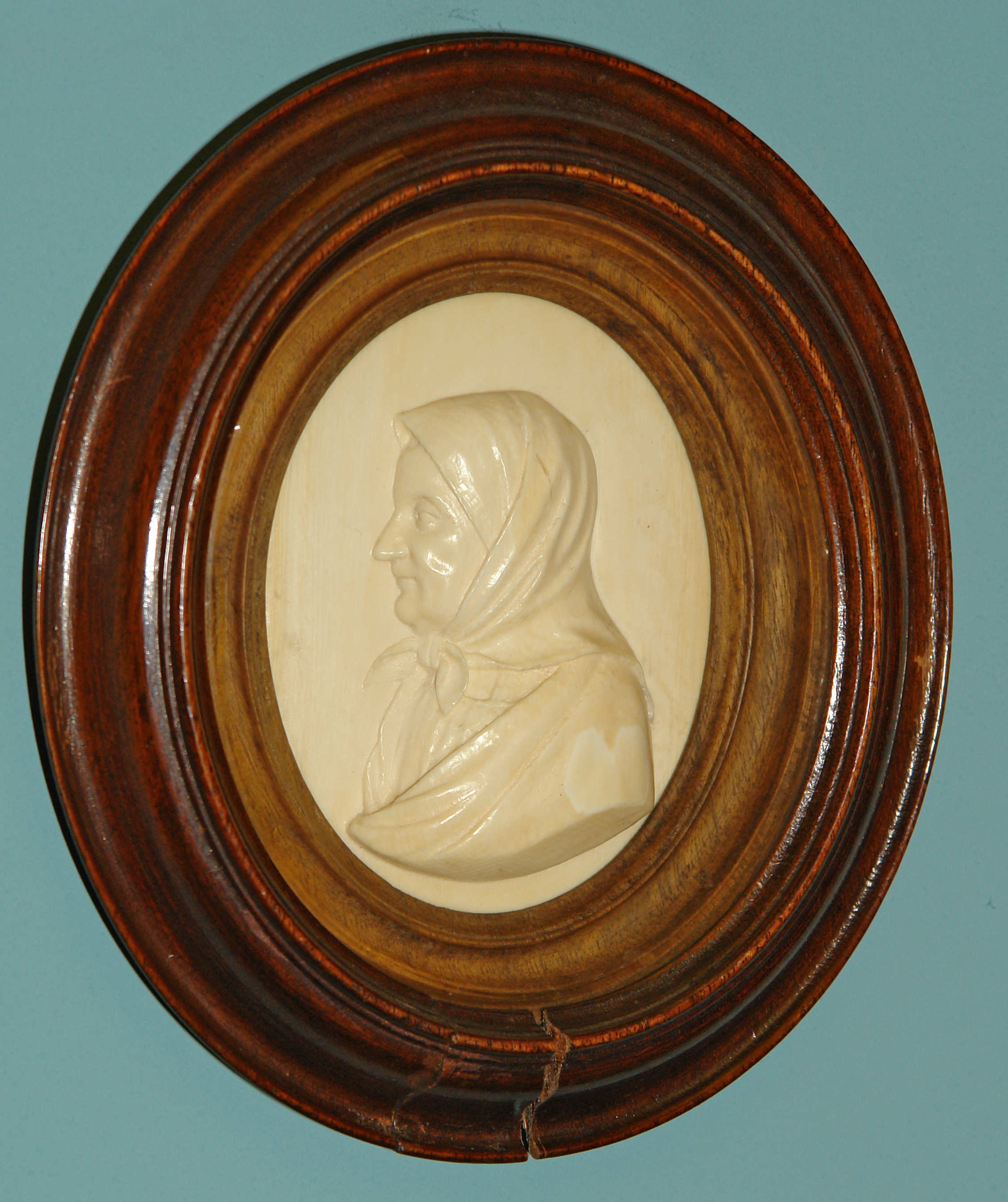
Altorrelieve de Arina (por Yacov Pamfilovich Seriakov, 1840); Museo Central de A. S. Pushkin, San Petersburgo.

- En 1911 en la isla de Cаpri un habitante ruso, entregó a A. M. Gorki un retrato en relieve de la niñera de Pushkin, esculpido en hueso. Hasta 1891 el retrato estuvo en Pskov y luego de alguna manera llegó a Italia. Maksim Gorki lo entregó a la casa de Pushkin.

- En 1974, en la casa de Arina en el pueblo de Коbrino, se inauguró el museo «Casa de la niñera de Pushkin».

- Se erigieron monumentos a Arina Rodionovna en Pskov, Boldino, en la región de Kaluga y en el pueblo de Voskresenskoye, óblast de Leningrado.)

- En 1977 el cineasta Vladímir Grammatikov rodó la comedia musical «Niñera con bigotes» (Усатый нянь), que trata sobre una persona que se ve obligada a trabajar como niñera nocturna en un jardín de infantes. En este film había una niñera llamada Arina Rodionovna, cuyo papel fue representado por la actriz Yelizabeta Ubarova.